# 天福山起义
天福山起义，中共胶东特委于1937年12月24日在山东省文登县天福山发动的一次抗日武装起义，起义成立了山东人民抗日救国军第三军。

## 背景
1937年7月7日，卢沟桥事变爆发，日本发动全面侵华战争。9月22日，中国国民党中央通讯社以《中国共产党为公布国共合作宣言》为题发表中国共产党中央委员会交付中国国民党的《中共中央为公布国共合作宣言》，以国共合作为基础的抗日民族统一战线正式形成。
10月，侵华日军矶谷廉介第十师团由津浦铁路南下占领德州后，国民政府山东省主席韩复榘率军南逃。鉴于日军入侵山东、国军南逃，而山东人民的抗日情绪高涨，中共山东省委制定了分区域发动抗日武装起义的计划，将山东划分了冀鲁边、胶东、鲁中、鲁东等等十个区域，每个区域在发动武装起义后以“抗日游击队”或“山东人民抗日救国军”的名义各成立一军。

## 起义过程
1937年12月上旬，1936年被国民政府逮捕的原中共胶东临时工委书记理琪被保释出狱，获释后受山东省委指派返到胶东重建中共胶东特委。12月15日，理琪在特委驻地文登县沟于家村召开特委扩大会议，会议传达了山东省委关于分区发动武装起义，组建“山东人民抗日救国军第三军”的指示。会议经过讨论决定以昆嵛山红军游击队为基础，于12月24日在文登、荣成、威海边界的天福山举行起义。
24日拂晓，理琪、吕志恒、林一山、柳运光、于得水等中共胶东特委及起义领导人与八十余名起义群众陆续到达天福山。理琪宣布山东人民抗日救国军第三军成立，参加起义人员组成第三军第一大队，于得水任大队长，宋澄任政治委员。

## 后续发展
起义后，理琪、吕志恒、林一山等几位主要负责人，分头到各地继续发动群众，扩大武装；于得水和宋澄等则率一大队西进。12月31日，一大队在文登县岭上村被文登县长李毓英率部包围，政委宋澄等29人遭逮捕，于得水突围，史称“岭上事件”。